# Biografielijst Nu

## Nuc
- Rodney Nuckey (1929-2000), Brits autocoureur

## Nug
- Corinne Nugter (1992), Nederlands atlete

## Nuh
- Sjeik Zayid bin Sultan al Nuhayyan (1918-2004), emir van Abu Dhabi en president van de Verenigde Arabische Emiraten
- Dieter Nuhr (1960), Duits komiek, satiricus en schrijver

## Nui
- Martijn Nuijens (1983), Nederlands atleet
- Aad Nuis (1933-2007), Nederlands politicoloog, letterkundige, literatuurcriticus, bestuurder, journalist, columnist, essayist, publicist, dichter en politicus
- Kjeld Nuis (1989), Nederlands langebaanschaatser

## Nuj
- Sam Nujoma (1929-2025),  Namibisch politicus en de eerste president van Namibië

## Num
- Jafaar Numeiri (1930), Soedanees generaal en politicus (o.a. president)
- Numerianus (253-284), Romeins keizer
- Christian Nummedal (1995), Noors freestyleskiër
- Reinder Nummerdor (1976), Nederlands volleyballer

## Nun

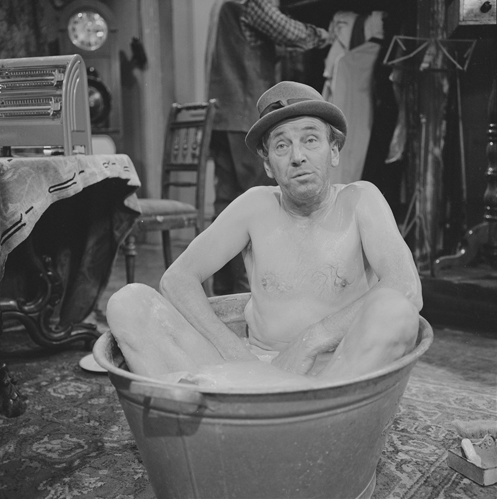
Rien van Nunen

- Bart van Nunen (1995), Nederlands atleet
- Rien van Nunen (1912-1975), Nederlands acteur
- Diego Nunes (1986), Braziliaans autocoureur
- Alejandro Núñez (1984), Spaans autocoureur
- Álvar Núñez Cabeza de Vaca (1490-1559), Spaans ontdekkingsreiziger
- Chris Núñez (1973), Amerikaans tatoeëerder
- Héctor Núñez (1936-2011), Uruguayaans voetballer en voetbalcoach
- Josep Lluís Núñez, (1931-2018), Spaans zakenman en voetbalbestuurder
- Glynis Nunn (1960), Australisch atlete

## Nur
- Vic Nurenberg (1930-2010), Luxemburgs voetballer
- Tiiu Nurmberg (1982), Estisch alpineskiester
- Kadir Nurman (1933-2013), Turks restaurateur
- Mika Nurmela (1971), Fins voetballer
- Paavo Nurmi (1897-1973), Fins atleet
- Piotr Nurowski (1945-2010), Pools tennisser

## Nus
- Otto Nuschke (1883-1957), Duits politicus
- Tineke Nusink (1951-2025), Nederlands beeldhouwer en schilder
- Christiane Nüsslein-Volhard (1942), Duits bioloog en Nobelprijswinnares

## Nut
- Henry Nuttall (1897-1969), Engels voetballer
- Joseph Nuttin (1909-1988), Belgisch psycholoog
- Jozef Nuttin (1933-2014), Belgisch psycholoog

## Nuy
- Chariya Nuya (1987), Thais autocoureur
- Astrid Nuyens (1983), Belgisch televisiepersoonlijkheid, model, zangeres en actrice, nu bekend als Astrid Coppens, vroeger ook als Astrid Bryan
- Nick Nuyens (1980), Belgisch wielrenner
- Andrea Nuyt (1974), Nederlands schaatsster
- Cornelis Nuyts (1574-1661), Nederlands ondernemer
- Dirk Nuyts (1952), Belgisch politicus
- Frank Nuyts (1957), Belgisch componist, muziekpedagoog, dirigent en slagwerker
- Gaston Nuyts (1922-2016), Belgisch componist, muziekpedagoog, dirigent, gitarist, contrabassist en slagwerker
- Jan Nuyts (1920-2002), Belgisch redacteur en journalist
- Jan Nuyts (1924-2011), Belgisch politicus
- Leo Nuyts (1939-1999), Belgisch politicus
- Pieter Nuyts (1598-1655), Nederlands bestuurder en gouverneur
- Pieter Nuyts (1640-1709), Nederlands dichter, toneelschrijver en schout
- Ghislaine Nuytten (1954-2022), Belgisch mode-expert, modejournalist, trendwatcher, model en presentatrice